# 潛逃時空
是一部於2011年10月28日上映的反烏托邦科幻電影，由安德魯·尼可編導，賈斯汀·提姆布萊克、雅曼達·施菲及基利安·墨菲領銜主演。

## 劇情

### 世界观
2169年，因基因工程的關係，人類出生時前臂上會有一個數位計時器。當每個人年滿25歲後就停止老化，而數位計時器便會從當天起倒數一年，而倒數至零的時候，那人便會因「超時」死亡。
時間自此成為貨幣，用以支付日常開支，並能在人與人之間轉移，或儲存於膠囊內。政府根據人們的時間貧富區分各時區：戴頓（Dayton）是貧窮的製造區，當地人手上的時間通常不足24小時，需要不斷工作來賺取時間（壽命），日日補充；新格林威治（New Greenwich）是富有人家的時區，那裡的人時間充裕，足以活上一個世紀乃至更長，或以之購買奢侈品。
- 每人从出生起就会获得一年时间，但在25岁之前计时器处于冻结状态，时间不能被消耗，也不能汇出汇入。
- 當每個人年滿25歲的一刻起，身体机能永久停止老化，取而代之是计时器开始默认一年的生命倒数。此时该人必须参与社会活动，用各种方法延长自己的时间储备以存活。
- 只要两人的右臂相接触，时间会流动，规则是位于下方的单位会将时间汇出，由上方的单位接收。人与时间收付设备之间的流动规则也是如此。
- 如果某人不是因为“超时”死亡，那么死亡之后身体上残余的时间将永久作废，无法流动。

### 剧情
28歲的Will Salas（賈斯汀·提姆布萊克飾）是戴頓區的一名工廠工人，跟50歲的母親Rachael（奧利維亞·魏爾德飾）同住。一晚，Will在當地酒吧遇見富豪Henry Hamilton（馬修·鮑默飾），便勸告他儘速離去，不宜久留這種地方，但富豪不為所動。當地由Fortis（艾力克斯·帕帝佛飾）所領導的黑幫「盜時幫」一干人等企圖搶劫富豪的時間，但為Will所救。在一番追逐之後，他們在當天深夜來到一個秘密的藏身處。原來Henry高齡105歲，無盡的生命令他一心求死。他向Will透露關於時間財富的真相：每個人其實都有足夠的時間去生活，毋須早夭。但新格林威治的人囤積大部分的時間以求永生，同時增加製造區的人民生活費用，任其超時死亡。Henry趁Will熟睡時將自己116年的壽命轉移給他，僅自留5分鐘，並留言勸勉Will不要浪費他給的時間，然後走到附近的橋邊讓自己因「超時」死亡。Will趕到橋上時已經來不及，Henry死後落水。時間警察Raymond Leon（席尼·墨菲飾）調查Henry的死亡事件，誤認Will是殺害Henry以盜取時間的疑兇。
Will得到Henry所贈的時間後去找好友Borel（強尼·格萊奇飾），分享對方10年的時間。Borel提醒他，在戴頓時區持有那麼多的時間財富足以招來殺身之禍，Will告訴Borel指自己將會跟母親利用那些時間搬到新格林威治區。同時，Rachael因為要清償兩天的貸款，以致無法支付巴士無預警漲價兩倍。冷漠的司機迫使她徒步回家，她被迫以僅餘的一個半小時時間趕需時兩小時的路程。在巴士站沒接到母親而察覺事情不對的Will也向她的方向趕去，但兩人失之交臂，Rachael倒在Will的懷中「超時」。翌晨，Will把自己的一些時間捐給將時間分配給窮人的慈善機構，便乘車前往新格林威治區，在通過層層關卡和支付一年的時間為過路費後，終於抵達。當司機詢問他此行目的時，威爾毫不避諱的說自己「要拿走他們擁有的一切」。他在當地首次住進酒店套房，卻因步調與裝束與當地人的差異而備受注目。翌日，Will在酒店對面的賭場認識110歲的「時間借貸公司」銀行家Philippe Weis（文生·卡賽瑟飾）及其27歲的女兒Sylvia（雅曼達·施菲飾）。Will在跟Philippe進行的撲克牌戲中賭上全副身家，贏得1,100年。其大膽作風頗受Philippe欣賞。隨後，自前一天即注意到他的Sylvia邀他參加自家的豪宅派對。Will為了參加派對，購得1960年代中期的捷豹XK-E跑車，並親自駕車到達派對現場，迥異於當地人請代駕將車子開到目的地炫耀的作法。此時，時間警察 Raymond Leon藉由追踪鉅額時間的異常流動找上門來。在審訊Will得知如何得到現有的時間後，強調秩序的Raymond Leon沒收Will所有時間，只留下2小時供他歸鄉及後續事宜使用。Will在押解過程中脫逃，順手挾持Sylvia作為人質。
他們的車子在逃亡途中遭路障破壞翻覆。盜時幫趁火打劫，讓他們只剩30分鐘。Will趕回自家時區，嘗試找Borel借回之前自己曾給予他的時間，但其妻（雅雅·達克斯塔飾）傷心告知，Borel把他的時間橫財換酒豪飲致死，死時手中還餘下9年的時間。Sylvia不得不賤價典當自己的首飾以換取時間。Sylvia在陌生的時區渡過一夜，瞭解到大多數人的真實生活。Will致電Philippe勒贖1,100年但遭拒絕。心灰意冷的Will打算釋放Sylvia，將槍給她並叫她致電求援，自己在對街照看。Raymond Leon循線而至，卻遭Sylvia反射性動作意外擊中。
Sylvia逐漸認同Will的信念，意圖合力推翻這個不人道的制度。他們打劫自家時間銀行以救濟窮人，使得Philippe懸紅10年捉拿二人。盜時幫在當地的一間酒店的房間之間追捕二人，聲稱必須維持黑道的秩序。Will在與Fortis比腕力時冒至大之險以技巧旋乾轉坤，趁其他成員分心時拔出暗藏在褲管的手槍槍殺眾敵手，並把無力反抗的Fortis的時間贏光，使之超時而死。Will跟Sylvia逃出後意識到他們不能偷得足夠的時間來有效地改變事情，因為新格林威治區只需要透過提高商品價格與利率就可以補回損失，他們所救濟的窮人僅能受益一時。Will隨口提出沒有一百萬年不足以成事，Sylvia竟也同意。
隔天他們來到Philippe的辦公室，Sylvia先向自己爸爸投降，然而Will藏身於保全之中制伏Philippe，挾持他來到其個人保管庫取走一百萬年，Philippe完全不認同他們的理念，並警告他們如果持續這樣做會讓系統崩潰，Will不以為然，並告訴Philippe他們就是希望這件事發生，Sylvia告訴Philippe，他們並非為永生而生。Sylvia猜出密碼（查爾斯·達爾文的生日，12-02-1809，Will在開鎖時馬上懂得意思，即達爾文當時提出『自然選擇』所說的『適者生存』），Will從金庫裡面看到真正的一百萬年的時間膠囊，將之取走後再打壞辦公室密碼鎖，將Philippe鎖在裡面。Raymond Leon追蹤二人返回戴頓區但為時已晚，二人經已把偷回來的時間分給窮人，雙方追逐到市郊，Raymond Leon透露自己也是來自戴頓區，此時他因激烈追逐與傾吐心聲以致忽略要領取自己每天的時間配給，因而超時死去。同時，男女主角二人的生命也只有1分鐘左右，他們飛奔向Raymond Leon的車以取得其每日供應。腳程快的Will先取得時間，再回身向Sylvia奔去，這一幕使Will想起母親去世的情景，但這一次終於來得及救人。與此同時，Philippe的助理救出Philippe並希望Philippe可以挽回被帶走的一百萬年，但Philippe看著已經被打劫的金庫，知道已經沒有希望而說出：「It's already done.」（傷害已造成，已經沒用了。）
電視新聞報導指戴頓區的工廠已經停止運作，因為現在每個人都有足夠的時間，放棄自己的工作搬到新格林威治區生活，秩序大亂，而且還在擴散。其他看著新聞的時間警察無計可施之餘只能繳槍棄職。新聞繼續報導指出Will和Sylvia依然遭到通緝。此時兩人正準備繼續搶劫最大的時間銀行使系統崩潰以應付物價突然飆升的區域。

## 演員
| 演員                                           | 角色                                 | 粤語配音 |
| ---------------------------------------------- | ------------------------------------ | -------- |
| 賈斯汀·提姆布萊克 Justin Timberlake            | 威爾·薩拉斯 Will Salas               | 李鎮然   |
| 亞曼達·塞佛瑞 Amanda Seyfried                  | 席薇亞·魏斯 Sylvia Weis              | 何寶珊   |
| 席尼·墨菲 Cillian Murphy                       | 雷蒙·里昂 Raymond Leon               | 李致林   |
| 奧利維亞·魏爾德 Olivia Wilde                   | 瑞秋·薩拉斯 Rachael Salas            | 鄭麗麗   |
| 馬修·鮑默 Matt Bomer                           | 亨利·漢彌爾頓 Henry Hamilton         | 曹啟謙   |
| 克莉絲蒂安·卡斯提亞諾斯 Christiann Castellanos | 茉莉 Jasmine                         |          |
| 艾力克斯·帕帝佛 Alex Pettyfer                  | 佛提斯 Fortis                        | 馮錦堂   |
| 強尼·格萊奇 Johnny Galecki                     | 布羅 Borel                           | 巫哲棋   |
| 文生·卡賽瑟 Vincent Kartheiser                 | 菲利浦·魏斯 Philippe Weis            | 鄧志堅   |
| 蕾秋·羅勃茲 Rachel Roberts                     | 卡蓮拉 Carrera                       |          |
| 伊森·派克 Ethan Peck                           | 康斯坦汀 Constantin                  |          |
| 雅雅·達克斯塔 Yaya DaCosta                     | 葛瑞塔 Greta                         | 陳琴雲   |
| 潔西卡·帕克‧甘迺迪 Jessica Parker Kennedy      | 艾朵歐達 Edouarda                    |          |
| 貝拉·希斯寇特 Bella Heathcote                  | 蜜雪兒·魏斯 Michele Weis             | 凌晞     |
| 陶比·海明威 Toby Hemingway                     | 柯斯（時光土匪） Kors（Minuteman）   | 鄧港文   |
| 柯林斯·潘尼 Collins Pennie                     | 賈格（時光土匪） Jaeger（Minuteman） | 陳成港   |
| 克里斯多福·桑德斯 Christoph Sanders            | 尼克森 Nixon                         |          |

## 發行

### 评价
對該片的评价褒貶不一，爛番茄上152人打分给出的新鲜度为36%，平均分5.2（满分10分）；Metacritic上36人的综合评分为53分。

### 票房
於美國首周末票房為1200万美元，次于《穿靴子的猫》和《超自然现象3》名列第三位。
台灣方面，最終全台票房為新台幣1.36億元。

## 电影中的哲学
时间规划局中的世界观是非常反乌托邦式的，由於基因工程改造，人类再也不会老化，身体机能和外表依然保持年轻，但每个人的手臂上的时间倒数表决定着死亡的一刻，时间是唯一的货币，也是唯一能让生命延续下去的工具，假如一个人的时间归零，那个人就会因超时而死去，相同的道理用在富豪的身上却是讽刺的，因为越富裕，拥有的时间就越多，在这种设定下，富豪能长生不死。时间和生命的关系乃是剧中的一大哲学。